# ヨメルバ
ヨメルバは、株式会社KADOKAWAが運営するウェブサイトである。「子どもたちが読書や体験、遊びを通して学びを得ることを応援する」ことを目的に2020年（令和2年）1月に開設された。読み物や塗り絵シートのほか、さまざまな企画が公開されている。具体的には、角川つばさ文庫の書籍の試し読みや、限定の特設サイト、読み物・コミック連載などがある。また、保護者向けの情報も提供されている。